# Marc-René de Voyer de Paulmy d'Argenson (1771-1842)
Marc-René Marie de Voyer de Paulmy d'Argenson, 4.º marquês d'Argenson (1787), (Paris, 10 de setembro de 1771 — Paris, 1 de agosto de 1842) foi um político francês.

## Biografia
Filho de Marc René de Voyer de Paulmy, conde d'Argenson, e da condessa Marie-Constance de Mailly, Marc-René Marie de Voyer d'Argenson perdeu seu pai ainda muito jovem. Foi criado por um primo de seu pai, o marquês de Paulmy, e educado em Estrasburgo. Embora, aos dezoito anos de idade ter herdado de seu pai várias propriedades e uma grande fortuna, abraçou a causa revolucionária, adotou os princípios da Revolução Francesa e entrou para o exército como ajudante-de-campo do general Wittgenstein, que comandou uma divisão pelo rio Mosa, juntou-se ao exército do Norte, como ajudante-de-campo do general de La Fayette e permanecer com ele, mesmo depois de deserção de La Fayette. Herdou o título de marquês d'Argenson após a morte de seu primo, o 3º marquês.
Quando La Fayette deixou a França após a jornada de 10 de Agosto de 1792, Voyer d'Argenson se fixou em Touraine e casou em 1796 com Sophie de Rosen-Kleinroop (1764-1828), viúva de Victor de Broglie (1756-1794), de quem criou os quatro filhos. Com ela teve mais quatro filhos. Estando longe dos acontecimentos revolucionários, viveram no castelo des Ormes, em Poitou, sede da família Argenson, onde Marc-René d'Argenson se ocupou com a agricultura. Introduziu novos instrumentos e processos agrícolas em suas propriedades, e instalou máquinas importadas da Inglaterra em suas metalúrgicas na Alsácia.
Presidente do colégio eleitoral de Vienne em 1803, fez parte da delegação enviada a Napoleão I, que lhe ofereceu um lugar de chambellan. Voyer d'Argenson preferiu o de préfet de Deux-Néthes (Antuérpia), cargo que ocupou de 1809 a 1813. Estava em Antuérpia por ocasião do desembarque dos ingleses em Walcheren e participou das ações para repeli-los (agosto de 1809), e depois coordenou as obras de defesa de Antuérpia, mas renunciou ao cargo (março de 1813), em consequência das queixas dos habitantes e das ordens mais exigentes do imperador. Retornou para as suas propriedades na Alsácia.
A Primeira Restauração (1814-1815) ofereceu-lhe a prefeitura de Lyon, e ele a recusou, alegando que não aceitaria qualquer cargo público até que a França tivesse uma constituição livre e estivesse ocupada por exércitos estrangeiros. Durante o Governo dos Cem Dias, foi eleito em 12 de maio de 1815, representante do distrito de Belfort (46 votos dos 90 eleitores). Quando os deputados encontraram as portas do Palais Bourbon fechadas, em 8 de julho, Voyer d'Argenson estava entre aqueles que se reuniram com Lanjuinais para assinar um processo-verbal em protesto contra a violação de seus direitos.
Foi eleito deputado da Chambre introuvable em 22 de agosto de 1815 pelo departamento do Alto Reno (63 votos dos 125 eleitores e 199 inscritos) e fez parte da minoria liberal. Lutou contra as medidas de segurança geral propostas na abertura da sessão, solicitou uma investigação preliminar sobre a situação do reino, denunciou com indignação os assassinatos em Nîmes. Combateu abertamente o projeto de lei sobre a criação das cortes marciais.
Reeleito para deputado do Alto Reno em 4 de outubro de 1816, e depois em 28 de setembro de 1817, defendeu a liberdade individual e a liberdade de imprensa. Falou também sobre a lei de recrutamento do exército e exigiu o retorno para a França dos exilados de 1815.
Reeleito em 9 de maio de 1822 pelo 3º distrito eleitoral do Alto Reno (Belfort), lutou contra a proposta de conceder uma recompensa nacional ao duque de Richelieu, denunciou a recusa do ministério de admitir nos colégios os filhos de protestantes, e continuou a se mostrar um forte defensor da Constituição.
Não foi reeleito em 1824, mas na eleição seguinte, Dupont de l'Eure foi eleito pelo primeiro colégio de Paris e nos distritos de Pont-Audemer e de Bernay (Eure) e escolheu este último, Voyer d'Argenson foi eleito para Pont-Audemer em 26 de abril de 1828. Renunciou no ano seguinte.
Partidário da Revolução de 1830, foi eleito deputado em 21 de outubro de 1830 pelo 2.º distrito de Vienne (Châtellerault), em substituição a M. Creuzé, que renunciou. Em 1 de outubro de 1831 sucedeu como deputado do 1º colégio do Baixo Reno (Estrasburgo), a La Fayette, que optou por Meaux e continuou a fazer parte da extrema esquerda. Apresentou um projeto de lei para facilitar a concessão de minas, participou das discussões dos projetos de lei municipais, e em outubro de 1833 esteve entre os signatários de um manifesto publicado pela Liga dos Direitos Humanos.
Não foi reeleito em 1834, e passou os últimos anos de sua vida recluso em sua propriedade.